# Манюково
Манюково — деревня в Печорском районе Псковской области России. Входит в состав сельского поселения «Круппская волость».
Расположена на севере района в 3,5 км от побережья Псковского озера и в 4 км к югу от волостного центра, деревни Крупп. К востоку находится деревня Дуравино. В 2,5 км к западу от деревни проходит граница РФ с Эстонией.

## Население
Численность населения деревни по состоянию на конец 2000 года составляла 3 жителя.
| 2001 | 2002 | 2010 |
| ---- | ---- | ---- |
| 3    | ↘2   | ↘0   |